# Onde Você Estiver (música)
Onde Você Estiver é o primeiro single de trabalho da banda carioca Seu Cuca, lançado em 2002. É o primeiro grande sucesso da banda e a faixa-título do álbum homônimo Onde Você Estiver, lançado em 2003 pelo selo Seven Music, com a distribuição da Sony Music. Seu videoclipe ficou 60 semanas no Top 20 do canal Multishow, fato inédito para uma banda independente. Além disso, rendeu ao grupo uma indicação na categoria Revelação do Prêmio Multishow de Música Brasileira.
Em 2007, a canção foi escolhida juntamente às músicas "Rolé", "Pecado Capital" e "Já Que Você Não Me Quer Mais", para fazer parte do álbum ao vivo Zero KM, gravado juntamente às bandas Dibob, Emoponto, Luxúria e Ramirez.
A canção também foi regravada em 2008 no álbum Seu Cuca ao Vivo, e em 2015 no álbum Seu Cuca 15 Anos ao Vivo.

## Curiosidades
O anão que aparece no clipe é o humorista Gigante Léo.